# Minotaur I
Minotaur I är en amerikansk raket som ingår i raketserien Minotaur. Raketen tillverkas av Northrop Grumman och är avsedd för små laster till LEO och SSO. Raketen bygger på teknik från den ballistiska roboten LGM-30 Minuteman och består av fyra steg med fast bränsle.

## Uppskjutningar
| Datum (UTC)                | Last                                                | Uppskjutningsplats | Omloppsbana | Resultat |
| -------------------------- | --------------------------------------------------- | ------------------ | ----------- | -------- |
| 27 januari 2000 03:03:06   | JAWSat (P98-1) (FalconSat1 / ASUSat1 / OCSE / OPAL) | Vandenberg SLC-8   | LEO         | Lyckad   |
| 19 juli 2000 20:09:00      | MightySat II.1 (Sindri, P99-1) / MEMS 2A / MEMS 2B  | Vandenberg SLC-8   | LEO         | Lyckad   |
| 11 april 2005 13:35:00     | XSS-11                                              | Vandenberg SLC-8   | LEO         | Lyckad   |
| 23 september 2005 02:24:00 | Streak (STP-R1)                                     | Vandenberg SLC-8   | LEO         | Lyckad   |
| 15 april 2006 01:40:00     | COSMIC (FORMOSAT-3)                                 | Vandenberg SLC-8   | LEO         | Lyckad   |
| 16 december 2006 12:00     | TacSat-2 / GeneSat-1                                | MARS LP-0B         | LEO         | Lyckad   |
| 24 april 2007 06:48        | NFIRE                                               | MARS LP-0B         | LEO         | Lyckad   |
| 19 maj 2009 23:55          | TacSat-3                                            | MARS LP-0B         | LEO         | Lyckad   |
| 6 februari 2011 12:26      | USA-225 (NROL-66)                                   | Vandenberg SLC-8   | LEO         | Lyckad   |
| 30 juni 2011 03:09         | ORS-1                                               | MARS LP-0B         | LEO         | Lyckad   |
| 20 november 2013 01:15     | ORS-3, STPSat-3, 28 CubeSat satelliter              | MARS LP-0B         | LEO         | Lyckad   |
| 15 juni 2021 13:35         | NROL-111                                            | MARS LP-0B         | LEO         | Lyckad   |